# 劍南路站
25°05′05″N 121°33′20″E / 25.08472°N 121.55556°E
劍南路站，位於台灣台北市中山區，為台北捷運文湖線（內湖線）與興建中的環狀線之交會車站。本站往大直站方向為高架段至地下段之過渡帶。文湖線的車站編號為BR15，環狀線的車站編號為Y32。

## 歷史
2009年2月22日：劍南路站實質完工；7月4日：隨著內湖線正式通車而啟用（p. 229）。

## 車站構造
高架與地下交會車站， 文湖線為高架三層車站，設有兩個側式月台，3個出入口。環狀線（北環段、東環段）預定為地下車站，設側式疊式月台，設置1座出入口，1座無障礙電梯，2個通風井，並跟文湖線設置轉乘電扶梯及電梯。

### 車站樓層
| 地上 四樓                                                                                               | 連通層                                   | 月台連絡天橋 |
| 地上 三樓                                                                                               |                                          |              |
| 文湖線大廳層                                                                                            |                                          |              |
| 車站大廳（接一月台）、詢問處 自動售票機、驗票閘門、洗手間（付費區內）、台北市公共自行車租賃系統服務中心 |                                          |              |
| 側式月台，右側開門                                                                                      |                                          |              |
| 一月台                                                                                                  | ← 文湖線 往南港展覽館方向（BR16 西湖站） |              |
| 二月台                                                                                                  | 文湖線 往動物園方向（BR14 大直站）→      |              |
| 側式月台，右側開門                                                                                      |                                          |              |

| 地上 二樓 | 中間層                 | 樓梯、電扶梯轉接平台 （連接三樓文湖線2號月台及一樓出入口）         |
| 地面      | 環狀線大廳層（興建中） | 車站大廳、詢問處、自動售票機、驗票閘門、販賣店、洗手間（付費區內） |
| 地下 一樓 | 環狀線大廳層           | 車站大廳、詢問處、自動售票機、驗票閘門                             |
| 地下 一樓 | 環狀線大廳層           | 洗手間（興建中）                                                   |
| 地下 二樓 | 一月台                 | ← 環狀線往動物園方向（順行，Y33站）                                |
| 地下 二樓 | 側式月台，左側開門     |                                                                    |
| 地下 四樓 | 二月台                 | 環狀線往動物園方向（逆行，Y31站）→                                 |
| 地下 四樓 | 側式月台，右側開門     |                                                                    |

### 車站出口
出口1位於車站北側，出口2、3位於車站南側， 無障礙電梯位於出口1、2。值得注意的是，雖然環狀線北環段尚未興建與通車，但此站三個出口的站名牌皆已經是以黃色+棕色為底。出口3往美麗華百樂園方向預留有天橋連通設計，但目前並未連通。
| 出入口                                  | 圖片         | 位置     |
| --------------------------------------- | ------------ | -------- |
| 出入口1 · 設有手扶梯                    |              | 劍潭古寺 |
| 出入口2 · 設有手扶梯                    |              | 明水路   |
| 出入口3                                 |              | 美麗華   |
| 出入口4                                 | 尚未建設完成 |          |
| 註： 設有手扶梯\|設有無障礙電梯往返地面 |              |          |

## 利用狀況
根據2024年12月資料，本站每日旅運量約為25,885，在台北捷運各站中排行第66名。
| 年   | 年間      | 年間      | 年間      | 年間  | 單日平均 | 單日平均 |
| 年   | 上車      | 下車      | 上下車計  | 來源  | 上車     | 上下車   |
| ---- | --------- | --------- | --------- | ----- | -------- | -------- |
| 2009 | 1,256,958 | 1,233,004 | 2,489,962 | [ 4 ] | 6,945    | 13,757   |
| 2010 | 2,878,540 | 2,841,949 | 5,720,489 | [ 4 ] | 7,886    | 15,673   |
| 2011 | 3,550,999 | 3,521,751 | 7,072,750 | [ 4 ] | 9,729    | 19,377   |
| 2012 | 3,435,284 | 3,426,369 | 6,861,653 | [ 4 ] | 9,386    | 18,748   |
| 2013 | 3,648,114 | 3,659,328 | 7,307,442 | [ 4 ] | 9,995    | 20,020   |
| 2014 | 3,807,648 | 3,817,472 | 7,625,120 | [ 4 ] | 10,432   | 20,891   |
| 2015 | 3,972,544 | 4,019,345 | 7,991,889 | [ 4 ] | 10,884   | 21,896   |
| 2016 | 4,095,526 | 4,161,204 | 8,256,730 | [ 4 ] | 11,190   | 22,559   |
| 2017 | 4,029,931 | 4,094,280 | 8,124,211 | [ 4 ] | 11,041   | 22,258   |
| 2018 | 4,066,376 | 4,106,967 | 8,173,343 | [ 4 ] | 11,141   | 22,393   |

## 公共藝術
本站設有公共藝術「青蛙的天空」，裝飾於臨北安路2號出入口地面層的14根立柱及天花板。

## 圖片集
- 車站全貌
- 劍南路站月台
- 劍南路站內部
- 尚在興建時的劍南路站

## 車站周邊
- 美麗華百樂園
- 美麗新廣場 大直館
- 忠泰樂生活
- 劍潭古寺
- 大直明山寺福天宮
- 下塔悠福德爺宮
- ATT e Life
- 首都大飯店
- 台北美福大飯店
- 台北萬豪酒店
- 美堤河濱公園
- 台北市立文湖國小
- 台北市立永安國小
- 蓬萊高爾夫球場
- 道明外僑學校
- 自強隧道
- 臺北市公共自行車租賃系統
  - 捷運劍南路站（1號出口）
  - 捷運劍南路站（2號出口）
  - 捷運劍南路站（3號出口）

## 公車資訊
站牌名為《捷運劍南路站》、《敬業三路一》

因配合捷運劍南路站BOT工程建案，《捷運劍南路站(植福)》暫時裁撤，原停靠路線調整停靠至《敬業三路一》公車站位。

### 市區公車
| 編號               | 經營業者           | 區間                     | 備註                                       |
| ------------------ | ------------------ | ------------------------ | ------------------------------------------ |
| 28                 | 指南客運           | 大直－市政府             | 僅停靠 捷運劍南路站站牌                    |
| 33                 | 大都會客運         | 永春高中－美麗華         | 僅停靠 捷運劍南路站站牌                    |
| 42                 | 指南客運           | 大直－北門               | 僅停靠 捷運劍南路站站牌                    |
| 42 區間            | 指南客運           | 大直－捷運圓山站         | 僅停靠 捷運劍南路站站牌                    |
| 72                 | 光華巴士           | 大直－捷運麟光站         | 僅停靠 敬業三路一站牌                      |
| 208                | 指南客運           | 新店－大直               |                                            |
| 208直達車          | 指南客運           | 新店－大直               |                                            |
| 222                | 大都會客運         | 內湖－衡陽路             | 僅停靠 捷運劍南路站站牌                    |
| 247                | 光華巴士           | 東湖－衡陽路             | 僅停靠 捷運劍南路站站牌                    |
| 247 區間           | 光華巴士           | 東湖－捷運圓山站         | 僅停靠 捷運劍南路站站牌                    |
| 256                | 指南客運           | 大直－松山車站           | 僅停靠 捷運劍南路站站牌                    |
| 267                | 光華巴士           | 天母－捷運大湖公園站     | 僅停靠 捷運劍南路站站牌                    |
| 268                | 光華巴士           | 大直－天母               | 例假日停駛。 僅停靠 捷運劍南路站站牌       |
| 286副              | 大都會客運         | 行天宮－福德街           | 僅停靠 捷運劍南路站站牌                    |
| 287 區間           | 大都會客運         | 東湖－台北橋             | 僅停靠 捷運劍南路站站牌                    |
| 556                | 指南客運           | 象頭埔－捷運劍潭站       | 僅停靠 捷運劍南路站站牌                    |
| 北環幹線(620)      | 光華巴士、大有巴士 | 北士科－中華科技大學     | 僅停靠 捷運劍南路站站牌                    |
| 646                | 欣欣客運           | 東湖－捷運劍潭站         | 僅停靠 捷運劍南路站站牌、原646區間車       |
| 681                | 光華巴士           | 東湖－陽明山             | 僅停靠 捷運劍南路站站牌、原110             |
| 683                | 光華巴士           | 北士科－南港高工         | 僅停靠 捷運劍南路站站牌、原620區間車       |
| 902                | 指南客運           | 麟光－捷運石牌站         | 僅停靠 捷運劍南路站站牌                    |
| 955                | 新北客運           | 汐止－捷運劍南路站       | 僅停靠 敬業三路一站牌                      |
| 957                | 指南客運、淡水客運 | 淡海新市鎮－捷運劍南路站 | 行經洲美快速道路。                         |
| 內湖幹線           | 大都會客運         | 東湖－衡陽路             | 僅停靠 捷運劍南路站站牌、原287             |
| 棕20               | 大南汽車           | 內湖科技園區－故宮博物院 |                                            |
| 紅2                | 光華巴士           | 汐止社后－捷運圓山站     | 僅停靠 捷運劍南路站站牌                    |
| 紅3                | 光華巴士           | 社子－臺北花市           | 例假日停駛。 僅停靠 捷運劍南路站站牌       |
| 紅3 區間           | 光華巴士           | 社子－內湖科技園區       | 僅停靠 捷運劍南路站站牌                    |
| 東環幹線           | 大都會客運         | 松德站－捷運劍南路站     | 原綠 16 例假日停駛。 僅停靠 敬業三路一站牌 |
| 藍7                | 光華巴士           | 故宮－捷運市政府站       | 停靠 捷運劍南路站站牌                      |
| 藍7副線            | 光華巴士           | 故宮－捷運市政府站       | 停靠 捷運劍南路站站牌                      |
| 藍20 區間          | 光華巴士           | 南港車站－捷運劍南路站   | 僅停靠 敬業三路一站牌                      |
| 藍26               | 三重客運           | 舊宗路－捷運市政府站     | 僅停靠 捷運劍南路站站牌                    |
| 南軟通勤專車北投線 | 大南汽車           | 新北投－南港軟體園區     | 僅停靠 捷運劍南路站站牌                    |
| 南軟通勤專車天母線 | 光華巴士           | 天母－南港軟體園區       | 僅停靠 捷運劍南路站站牌                    |
| 內科通勤專車15     | 光華巴士           | 天母－內湖科技園區       | 僅停靠 捷運劍南路站站牌                    |
| 內科通勤專車16     | 大南汽車           | 捷運石牌站－內湖科技園區 | 僅停靠 捷運劍南路站站牌                    |
| 跳蛙公車           | 指南客運           | 淡水－內湖科技園區       | 僅停靠 捷運劍南路站站牌                    |
| 跳蛙公車           | 中興巴士           | 三重－內湖科技園區       | 僅停靠 敬業三路一站牌                      |
| 跳蛙公車           | 基隆客運           | 瑞芳－內湖科技園區       | 僅停靠 敬業三路一站牌                      |
| 跳蛙公車           | 中興巴士           | 泰山－內湖               | 僅停靠 敬業三路一站牌                      |
| 跳蛙公車           | 中興巴士           | 泰山－直達－內湖         | 僅停靠 敬業三路一站牌                      |

### 國道客運
| 經營業者 | 編號 | 營運路線           | 備註 |
| -------- | ---- | ------------------ | --- |
| 日豪客運 | 1573 | 基隆－捷運劍南路站 | (一般車) 經基隆車站、內湖科技園區、捷運劍南路站                                                                          |
| 日豪客運 | 1573 | 基隆－捷運劍南路站 | (繞駛麗山高中) 經基隆車站、麗山高中、內湖科技園區、捷運劍南路站                                                          |
| 國光客運 | 1801 | 基隆－士林         | (全程車) 經基隆車站、內湖高中、碧湖公園、捷運文德站、麗山高中、捷運劍南路站、士林官邸、捷運芝山站(文林)、石牌、 國立護院 |

## 腳註

### 來源資料
1. ↑   (新闻稿). 台北捷運. 2016-04-11  [2016-04-11]. （原始内容存档于2016-04-11） （中文（臺灣））.
2. 1 2  . 臺北大眾捷運股份有限公司. 2021-01-15.
3. ↑  徐榮崇. . 臺北市文獻委員會. 2015年12月  [2020-01-05]. ISBN 9789860469875. （原始内容存档于2020-12-07）. 國家圖書館
4. ↑  臺北捷運公司. . 2019-02-26  [2019-06-08]. （原始内容存档于2020-11-28）. 臺北市統計資料庫查詢系統
5. ↑  . 臺北市政府捷運工程局.   [2023-11-28]. （原始内容存档于2023-11-27）.

- 臺北市商業處-商圈介紹-大直(商圈) （页面存档备份，存于）

## 外部連結
- 臺北大眾捷運股份有限公司 （页面存档备份，存于）
- 臺北市政府捷運工程局 （页面存档备份，存于）
- 劍南路站位置圖（台北捷運公司） （页面存档备份，存于）
- 劍南路站車站剖面相關位置圖（台北捷運公司） （页面存档备份，存于）